# La mossa del diavolo
La mossa del diavolo (Bless the Child) è un film del 2000 diretto da Chuck Russell.

## Trama
Maggie O'Connor vive a New York e lavora come infermiera in un grande ospedale. La sua vita ordinata e solitaria viene radicalmente modificata con l'arrivo di Cody, una bimbetta di pochi giorni, che la sorella Jenna le ha abbandonato una sera tra le braccia. Maggie alleva la bambina con la speranza un giorno di riuscire a ritrovare la sorella scomparsa nel nulla, e le si affeziona come se fosse la figlia desiderata da sempre.
Sei anni dopo Jenna riappare alla porta di Maggie accompagnata dal marito Eric Stark, famoso guru d'una setta apparentemente dedita ad aiutare chi si trova in difficoltà, ma che nasconde invece molti misteri. I due sono decisi a portar via Cody e nonostante le proteste di Maggie riescono nel loro intento. Quest'ultima cercando di rintracciare la sorella e la nipote e non ottenendo alcun risultato si rivolge alla polizia. In realtà Maggie non ha nessun diritto sulla bambina ma al suo caso si interessa un agente dell'FBI, John Travis, il quale si prende carico della vicenda quando si rende conto che la data di nascita di Cody è la stessa di alcuni bambini scomparsi di recente.
Nonostante le affannose ricerche e il grande dispiegamento di forze di polizia, solamente gli straordinari poteri della piccola Cody riusciranno a combattere le forze del Male che tentano una volta ancora di conquistare il potere sull'umanità intera.

## Riconoscimenti
- 2000 - Razzie Awards
  - Candidatura come peggior attrice protagonista (Kim Basinger)